# Репати амарант
Репати амарант (Amaranthus caudatus L.) је једногодишња украсна биљка. Научни назив рода Αμάρανθος - цвет који не вене био је назив код старих Грка за петлову кресту (Celosia cristata) која је била симбол бесмртности и посвећена Артемиди ефеској. Веровало се да има исцелитељске моћи и коришћена је за украшавање приказа божанстава и гробница. Записано је да се помоћу цветова може срести душа, да трансформишу бол и патњу, као и да се помоћу ње може вратити из несвесног. Име врсте потиче од латинске речи cauda = реп caudatus = репат - због изгледа цвасти. Српски називи су и перјаница, репи, турчин, чрљена лобода – јер личи на лободу (Chenopodium). Енглески назив love-lies-bleeding амарант је добио због плитког корена што изазива честа изваљивања ове биљке па су у доба романтизма црвене цвасти расуте по земљи личиле на крварећу палу љубав (што име буквално значи). Цвасти које личе на реп, поред латиског назива, кумовале су и називима на многим савременим језицима (енг. foxtail amaranth; фра. аmarante queue de renard, amarante caudée; нем. Garten fuchsschwanz; рус. кошачий хвост...

## Опис основне форме
Корен је врло неразвијен, слаб. Стабло усправно, гранато или не, 100 до 150 cm високо.
Листови зелени или пурпурнозелени 15 cm дуги, наизменични, цели (ромбични, ланцетасти или јајасти), при основи се продужују ка дршци. Нерви наглашени. Врх мало увијен кратко извучен.
Пазушни цветови налазе се у дугим висећим ресама, вршни у класастим метлицама. Цветови петочлани ситни малинасти или тамноцрвени (ређе жутозелени) једнополни. У истој цвасти су мушки и женски анемогамни цветови. Цвета од јуна до октобра.
Плод је чаура дужине 2,5 mm, која се отвара поклопцем (Pyxidium).
Семе је врло ситно 2500 зрна у граму (Апсолутна маса 0,4 g), пречник 1,5 mm. Једна биљка образује око 500.000 семена. Семе очува клијавост до 5 година.

## Ареал
Врста је веома раширена по свету па се тачно не зна природно распрострањење. Вероватно је то Јужна Америка, а посебно је чест у тропској Африци и Азији.

## Услови средине
Врста се добро развија на сунчаним положајима, али у жарком климату прија јој поподневна сенка. Топлољубива је и тражи доста влаге, не подноси ниске температуре. Брзорастућа је. Зоне: 8-11. Захтева лакша, довољно хранљива земљишта. Слабо подноси превише влажна и кисела земљишта. pH: 6,5-8,5.

## Сорте
Постоји неколико природних таксона Amaranthus caudatus var. albiflorus Moq. са беличастозеленим цвастима, Amaranthus caudatus var. viridis са зеленим и Amaranthus caudatus f. gibbosus код које су цвасту у облику нанизаних грудви.
Од културних таксона најчешћи су:
- ‘Atropurpureus’ са тамноцрвеним листовима и усправним цвастима ситних цветова.
- ‘Pony Tails’ висине 120-180 сm, размаком садње 90-120 cm. Боја дугих висећих цвасти фуксија-црвено. Цвета у касно лето и рану јесен.
- 'Green Tails' сличан претходном, али са црвенкастозеленим цвастима.
- 'Bob Marley' са зеленим грудвастим цвастима.
- 'Centurion' са бордољубичастим грудвастим цвастима.

Зелене цвасти, али тање, имају и култивари ‘Green Hang‘ (висеће) и ‘Green Thumb‘ (усправне).

## Значај за Пејзажну архитектуру и хортикултуру
Цвасти амеранта почињу да се формирају крајем јуна и расту током лета и јесени до првих мразева, тако да код висећих сорти ујесен додирују земљу.
Примењује се широко тако што се ниске сорте користе за бордуре посебно дуж стаза, а високе за групације задњег плана и маскирање зидова. Ниске метличасте сорте погодне су за посуде. Појединачно или у мањим групама погодан је за централни део рондела.
Добра комбинација за амарант су ниже биљке светлоплавих или цветова боје јоргована какве су агератум, ладолеж, ниренбергија. Добри ефекти постижу се и са жуто-наранџастим нијансама (диморфотека, драгољуб).
Може успешно да се употреби за резани и суви цвет. У сувом стању амарант не сме да буде изложен директном сунцу јер губи боју.

## Значај ван Пејзажне архитектуре и хортикултуре
Млади листови користе се широко као поврће сирови или кувани као спанаћ. Листови благог укуса богати су витаминима и минералима.
Семе се употребљава као и житарице: у зрну или млевено, као брашно, може да се припреми као кукурузне кокице, може да се кува цело када постаје желатинозно. Семе је врло хранљиво. Садржи 13 - 18% врло квалитетног протеина који је богат аминокиселином лизином. Има и знатну количину калцијума, фосфора, гвожђа,калијума, цинка, витамина Е и витамина В комплекса. Од црвених форми добија се црвена боја за храну позната као ‘беталаина‘.
Амарант је почео је да се гаји као јестива зрнаста култура пре 8.000 година са првим насељима у Јужној Америци, и до доласка Европљана био је друга по значају култура (после кукуруза). Инке и Астеци су амарант користили као храну и лек. Култ амаранта захтевао је и посебни ритуал, посебне празнике и приношење људских жртви. У Мексику за време оваквих празника праве се велике статуе богова од амарантовог брашна које се кидају и дају учесницима. Монтезума II последњи владар Ацтека (владао 1502-1520) добијао је као годишњи данак 7.000.000 L зрна из 20 провинција. Шпански завојевачи забранили су гајење амаранта, и четири века он је био заборавњен, да би пред крај деветнаестог века гајење било обновљено. Данас је амарант највише гаји у планинама Индије и Непала где се сматра даром бога ра-мадана-амарант и аутохтоном биљком.
У Шведској се још увек додељује медаља „реда златног амаранта“ (Amaranterorden) коју је 1653. године установила краљица Кристина од Шведске.